# اچ‌ام‌اس ایفیگنیا (۱۸۰۸)
اچ‌ام‌اس ایفیگنیا (۱۸۰۸) (به انگلیسی: HMS Iphigenia (1808)) یک کشتی است. این کشتی در سال ۱۸۰۸ ساخته شد.